# Hong Kong Open (Golf)
Die Hong Kong Open ist ein Golfturnier, welches auf der Asian Tour veranstaltet wird. Es wurde 1959 gegründet und gehörte von 2001 bis 2015 auch zum europäischen Tourkalender. Die Hong Kong Golf Association, Hong Kong PGA und Chinese PGA erhalten eine Ausnahmeregelung, die die Teilnahme ihrer Mitglieder am Turnier gestattet.
Seit der Zugehörigkeit zur European Tour wurde das Turnier stets im Hong Kong Golf Club in Sheung Shui abgehalten.
Das Turnier wird normalerweise gegen Ende des Jahres gespielt und fiel bis 2008 in die nachfolgende Saison der European Tour. 2009 entschied man, das Turnier ins Kalenderjahr zu verschieben, so dass in dieser Saison die Hong Kong Open zweimal ausgetragen wurden. Das Turnier 2013 zählte jedoch wieder zur Saison 2014 der European Tour.
2008 wurde der in Florida lebende Hong Kong Amateur Jason Hak der jüngste Spieler, der je den Cut in einem European Tour Event geschafft hat. Mit 14 Jahren und 304 Tagen unterbot er den Rekord von Sergio García bei den Turespana Open Mediterrania aus dem Jahr 1995. Zu den Turniersiegern zählen viele berühmte Golfstars, darunter Bernhard Langer, José María Olazábal, Kel Nagle, Greg Norman, Peter Thomson, Tom Watson, Pádraig Harrington, Colin Montgomerie und Ian Woosnam.

## Siegerliste
Als Wettbewerb auf der European Tour
| Jahr                                     | Saison                                   | Saison                                   | Sieger                                   | Ergebnis                                 | Vorsprung                                |
| Jahr                                     | Asian                                    | European                                 | Sieger                                   | Ergebnis                                 | Vorsprung                                |
| Honma Hong Kong Open presented by Amundi | Honma Hong Kong Open presented by Amundi | Honma Hong Kong Open presented by Amundi | Honma Hong Kong Open presented by Amundi | Honma Hong Kong Open presented by Amundi | Honma Hong Kong Open presented by Amundi |
| ---------------------------------------- | ---------------------------------------- | ---------------------------------------- | ---------------------------------------- | ---------------------------------------- | ---------------------------------------- |
| 2018                                     | 2018                                     | 2019                                     | Aaron Rai                                | 263 (−17)                                | 1 Schlag                                 |
| UBS Hong Kong Open                       |                                          |                                          |                                          |                                          |                                          |
| 2017                                     | 2017                                     | 2018                                     | Wade Ormsby                              | 269 (−15)                                | 1 Schlag                                 |
| 2016                                     | 2016                                     | 2017                                     | Sam Brazel                               | 267 (−13)                                | 1 Schlag                                 |
| 2015                                     | 2015                                     | 2015                                     | Justin Rose                              | 263 (−17)                                | 1 Schlag                                 |
| Hong Kong Open                           |                                          |                                          |                                          |                                          |                                          |
| 2014                                     | 2014                                     | 2014                                     | Scott Hend                               | 267 (−13)                                | Sieg im Playoff                          |
| 2013                                     | 2013                                     | 2014                                     | Miguel Ángel Jiménez                     | 268 (−12)                                | Sieg im Playoff                          |
| UBS Hong Kong Open                       |                                          |                                          |                                          |                                          |                                          |
| 2012                                     | 2012                                     | 2012                                     | Miguel Ángel Jiménez                     | 265 (−15)                                | 1 Schlag                                 |
| 2011                                     | 2011                                     | 2011                                     | Rory McIlroy                             | 268 (−12)                                | 2 Schläge                                |
| 2010                                     | 2010                                     | 2010                                     | Ian Poulter                              | 258 (−22)                                | 1 Schlag                                 |
| 2009                                     | 2009                                     | 2009                                     | Grégory Bourdy                           | 261 (−19)                                | 2 Schläge                                |
| 2008                                     | 2008                                     | 2009                                     | Lin Wen-tang                             | 265 (−15)                                | Sieg im Playoff                          |
| 2007                                     | 2007                                     | 2008                                     | Miguel Ángel Jiménez                     | 265(−15)                                 | 1 Schlag                                 |
| 2006                                     | 2006                                     | 2007                                     | José Manuel Lara                         | 265 (−15)                                | 1 Schlag                                 |
| 2005                                     | 2005                                     | 2006                                     | Colin Montgomerie                        | 271 (−9)                                 | 1 Schlag                                 |
| Omega Hong Kong Open                     |                                          |                                          |                                          |                                          |                                          |
| 2004                                     | 2004                                     | 2005                                     | Miguel Ángel Jiménez                     | 266 (−14)                                | 1 Schlag                                 |
| 2003                                     | 2003                                     | 2004                                     | Pádraig Harrington                       | 269 (−11)                                | 1 Schlag                                 |
| 2002                                     | 2002                                     | 2003                                     | Fredrik Jacobson                         | 260 (−16)                                | 2 Schläge                                |
| 2001                                     | 2001                                     | 2002                                     | José María Olazábal                      | 262 (−22)                                | 1 Schlag                                 |

Vor Mitgliedschaft bei European Tour
| Jahr | Sieger           |
| ---- | ---------------- |
| 2000 | Simon Dyson      |
| 1999 | Patrik Sjöland   |
| 1998 | Kang Wook-soon   |
| 1997 | Frank Nobilo     |
| 1996 | Rodrigo Cuello   |
| 1995 | Gary Webb        |
| 1994 | David Frost      |
| 1993 | Brian Watts      |
| 1992 | Tom Watson       |
| 1991 | Bernhard Langer  |
| 1990 | Ken Green        |
| 1989 | Brian Claar      |
| 1988 | Hsieh Chin-sheng |
| 1987 | Ian Woosnam      |

| Jahr | Sieger          |
| ---- | --------------- |
| 1986 | Seiichi Kanai   |
| 1985 | Mark Aebli      |
| 1984 | Bill Brask      |
| 1983 | Greg Norman     |
| 1982 | Kurt Cox        |
| 1981 | Tze-Ming Chen   |
| 1980 | Kuo Chie-Hsiung |
| 1979 | Greg Norman     |
| 1978 | Hsieh Min-Nan   |
| 1977 | Hsieh Yung-Yo   |
| 1976 | Ho Ming-chung   |
| 1975 | Hsieh Yung-Yo   |
| 1974 | Lu Liang-Huan   |
| 1973 | Frank Phillips  |

| Jahr | Sieger         |
| ---- | -------------- |
| 1972 | Walter Godfrey |
| 1971 | Orville Moody  |
| 1970 | Isao Katsumata |
| 1969 | Teruo Sugihara |
| 1968 | Randall Vines  |
| 1967 | Peter Thomson  |
| 1966 | Frank Phillips |
| 1965 | Peter Thomson  |
| 1964 | Hsieh Yung-Yo  |
| 1963 | Hsieh Yung-Yo  |
| 1962 | Len Woodward   |
| 1961 | Kel Nagle      |
| 1960 | Peter Thomson  |
| 1959 | Lu Liang-Huan  |

## Mehrfache Gewinner
Fünf Golfer haben dieses Turnier bis 2012 mehr als einmal gewonnen.
- 4 Siege
  - Hsieh Yung-Yo: 1963, 1964, 1975, 1977
  - Miguel Ángel Jiménez: 2005, 2008, 2012, 2013
- 3 Siege
  - Peter Thomson: 1960, 1965, 1967
- 2 Siege
  - Frank Phillips: 1966, 1973
  - Greg Norman: 1979, 1983